# Lorran Lucas Pereira de Sousa
Lorran Lucas Pereira de Sousa (Rio de Janeiro, 4 de julho de 2006) é um futebolista brasileiro que atua como meia-atacante e ponta. Atualmente, joga no Flamengo.

## Carreira

### Flamengo
O primeiro grande salto de desenvolvimento no futebol se deu aos 13 anos, quando, em uma parceria com um clube alemão, Paulinho levou seus jogadores para um torneio de base em Berlim. Ao voltar, o técnico percebeu uma mudança no comportamento. O garoto estava brincalhão, comunicativo e mais centrado no futebol. Foi contratado ao Madureira, aos 13 anos. Impressionou os "olheiros" do Flamengo durante seu curto período no clube, e se transferiu para este último clube, em 2020. Em 4 de julho de 2022, em seu aniversário de 16 anos, ele assinou seu primeiro contrato profissional com o clube, até julho de 2025.
Em 26 de dezembro de 2022, renovou seu contrato com o clube até dezembro de 2025. Ele fez sua estreia no time principal no dia 12 de janeiro, entrando como substituto tardio do artilheiro Matheus França na vitória por 1-0 em casa pelo Campeonato Carioca sobre o Audax Rio, enquanto os titulares regulares treinavam para a Copa do Mundo de Clubes da FIFA de 2022.
Marcou seu primeiro gol profissional, em 25 de janeiro de 2023, marcando o empate em 1–1 fora de casa contra o Bangu com 16 anos, seis meses e 20 dias e se tornou o jogador mais jovem a marcar na história do Flamengo.
Estreou pelo Flamengo no Campeonato Brasileiro, em 14 de abril de 2024, na vitória de 2–1 sobre o Atlético Goianiense. Substituiu De la Cruz aos 45 minutos do segundo tempo.
Seu primeiro gol no Campeonato Brasileiro aconteceu em 11 de maio de 2024, na vitória de 2–0 sobre o Corinthians, quando recebeu a bola de Gerson e marcou no cantinho do goleiro Carlos Miguel.
Em 14 de agosto de 2024, o clube renovou seu contrato até 2029, com uma multa de 100 milhões de euros (cerca de 600 milhões de reais).
Em 16 de fevereiro de 2025, o Flamengo anunciou que Lorran não iria para o CSKA Moscou e ficaria no rubro-negro. Ainda de acordo com o comunicado do Flamengo, a justificativa dada pelo CSKA foi de que o clube não conseguiu chegar num acordo com os representantes de Lorran.

## Carreira internacional
Foi convocado para a Seleção Brasileira Sub-17 em outubro de 2023 para a disputa da Copa do Mundo FIFA Sub-17 de 2023. Estreou pela Seleção, em 11 de novembro, na virada histórica de 3–2 que o Brasil tomou da Seleção Iraniana. Chegou a marcar o segundo gol do Brasil no final do primeiro tempo, mas não conseguiu evitar a virada do Irã.

## Títulos

### Flamengo

#### Base
- Copa Libertadores da América Sub-20: 2024[15]

#### Profissional
- Campeonato Carioca: 2024,[16] 2025[17]
- Copa do Brasil: 2024[18]